# John Finch (6e comte de Winchilsea)
John Finch, 6e comte de Winchilsea (24 février 1683 – 9 septembre 1729) est un noble anglais.

## Biographie
Il est le fils de Heneage Finch (3e comte de Winchilsea) et de sa quatrième épouse Elizabeth Ayres (décédée le 10 avril 1745). Il est baptisé le 6 mars 1683 à Eastwell, Kent, l'Angleterre
Après la mort de son demi-frère Heneage Finch (5e comte de Winchilsea) en 1726 John Finch lui succède comme comte.
Il meurt, célibataire et est enterré dans l'Abbaye de Westminster. Il est remplacé par son cousin Daniel Finch (2e comte de Nottingham).